# Крыжи (Тернопольская область)
Крыжи (укр. Крижі) — село в Кременецкой городской общине Кременецкого района Тернопольской области Украины.
Код КОАТУУ — 6123483801. Население по переписи 2001 года составляло 652 человека.

## Географическое положение
Село Крыжи примыкает к селу Мысики, на расстоянии в 1 км расположены сёла Гаи и Гайки-Сытенские.

## История
- Село известно с первой половины XVI века.
- До 1922 года село называлось Бережецкие Гаи.

## Объекты социальной сферы
- Школа I—II ст.
- Клуб.
- Фельдшерско-акушерский пункт.

## Достопримечательности
- Братская могила советских воинов.